# Monochord

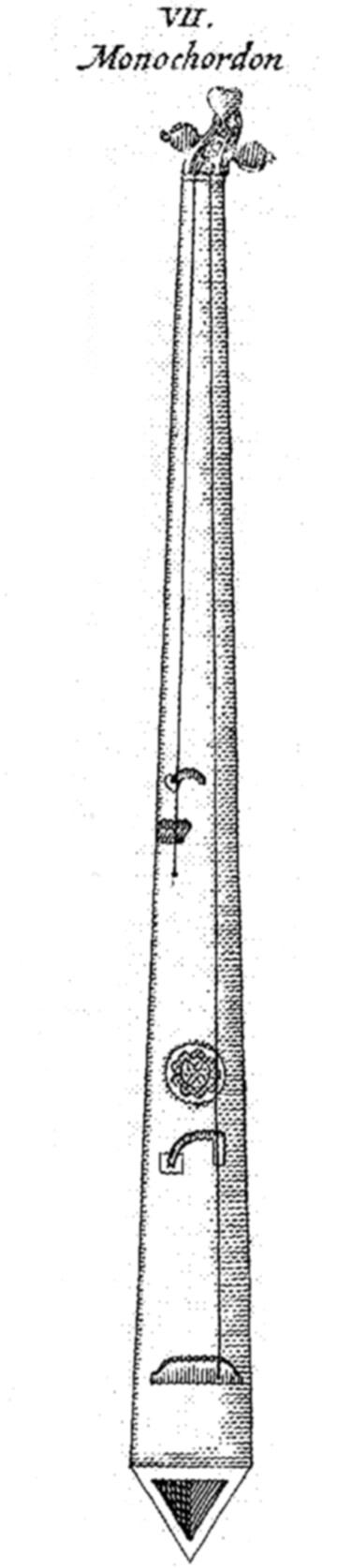
Een Monochord

Een monochord (Grieks: μόνος (monos), enkel, en χορδή (chordè), snaar) is een eenvoudig instrument dat onder andere door de oude Grieken gebruikt werd om een toonladder mee te meten en te controleren. Het instrument werd gebruikt door Pythagoras en Christiaan Huygens, die er respectievelijk hun stemming van Pythagoras en 31-toonsstemming mee ontwikkelden en controleerden.

## Bouw en werking
Een monochord bestaat uit een langgerekte klankkast waarover in de lengte een snaar gespannen is. Onder de snaar bevindt zich een beweegbare kam die langs een schaalverdeling geschoven kan worden. Ook latere uitbreidingen van het instrument met meer snaren worden monochord genoemd.
Bij een constante spanning is de lengte van de snaar omgekeerd evenredig met de hoogte van de geproduceerde toon. Hiermee en met de schaalverdeling kan de toonhoogte exact vastgesteld worden. Tevens kunnen harmonische verbanden tussen twee tonen vastgesteld worden. De flageoletposities op een snaar komen overeen met de harmonischen van het complementaire snaardeel, dat een harmonische samenklank geeft met een gelijkgestemde open snaar. De Guqin, een Chinees antiek instrument, combineert beide speltechnieken (flageolet en het volledig indrukken).

## Pythagoras
De uitvinding van het monochord wordt toegeschreven aan Pythagoras (ca. 580-500 voor Chr.), die het gebruikte bij het zoeken naar de verhoudingen tussen de intervallen. Als hij de verschuifbare kam zodanig plaatste dat de snaar in twee gelijke delen werd verdeeld, verkreeg hij het reine octaaf (de verhouding van 1:2). Schoof hij de kam zodanig dat de snaar in vijf deeltjes kon worden verdeeld met aan de ene zijde 2 delen en aan de andere zijde 3 delen, dan verkreeg hij de reine kwint (de verhouding van 2:3). Bij de verdeling in zeven delen met 3 delen aan de ene zijde en 4 aan de andere leverde dan de kwart op (3:4). De overige intervallen berekende hij over de kwinten heen. Zo vond hij onder andere de terts door stapeling van vier kwinten (bijvoorbeeld c1-g1-d2-a2-e3) en dan twee octaven terug te gaan (in het voorbeeld van e3 naar e1). Dit betekent een toonafstand van (3:2)4:4 = 81:64. Daar deze verhouding niet uit eenvoudige getallen bestaat, rekende Pythagoras deze terts tot de dissonanten. Deze rangschikking heeft zich ongeveer 1800 jaar kunnen handhaven. Pas in de 14e eeuw stelde de Benedictijner monnik Walter Odegin in zijn traktaat "De speculatione musices" dat de terts als een consonant interval moest worden beschouwd. Hij veranderde daartoe de verhouding voor de grote terts van 64:81 in 64:80 ofwel 4:5. Voor de kleine terts berekende Odegin de verhouding 5:6. Ook wees hij op het komma 64:81. Deze berekeningen waren van groot belang voor de stemming van instrumenten.

## Rol van het monochord
Als zelfstandig muziekinstrument heeft het monochord nauwelijks een praktische rol gespeeld. Het werd voornamelijk gebruikt voor meetdoeleinden en om de principes van intervallen te illustreren. De eerste stap in de ontwikkeling naar een volwaardiger instrument was het aanbrengen van een tweede snaar, waardoor het mogelijk werd samenklanken te laten horen. Ptolemaeus (ca. 85-161) en Aristidus Quintillianus (rond 300) spreken over een 'monochord' met 4 snaren, dat "helicon" werd genoemd.
Door Boëtius (ca. 480-524) werd het Westen met het monochord bekend, dat men toen ging gebruiken als hulpmiddel bij het intoneren van de gezangen. In de middeleeuwen werd de naam 'monochord' nog al eens verbasterd aangetroffen als 'manicorde' en 'manicordeon'. Deze verbastering ligt voor de hand, immers, men tokkelde de snaar met de 'hand' (manus). In de middeleeuwen werden ook 'monochorden' met wel 4, 6 of zelfs 19 snaren aangetroffen. De benamingen van getokkelde snaarinstrumenten waren in de middeleeuwen zeer veranderlijk. Soms bedoelde men met een monochord een Trummscheit (Nonnengeige). De overgang van 'monochord' naar klavichord vindt in de tweede helft van de 14e eeuw plaats. Het aanbrengen van toetsen op een meersnarig monochord (feitelijk een polychord) was de cruciale stap. De vroegste vermelding van het klavichord dateert echter reeds uit 1404 in "Der Minneregel" van Eberhard Cersne uit Minden, echter is het niet duidelijk of hier inderdaad het klavichord zoals wij dat kennen wordt bedoeld.